# 富士市立富士南小学校
富士市立富士南小学校（ふじしりつ ふじみなみしょうがっこう）は、静岡県富士市宮下にある公立小学校。

## 沿革
- 1978年（昭和53年）
  - 4月1日 - 開校（富士市内21校目の小学校）[1]。
  - 7月3日 - プール完成[1]。
  - 10月1日 - 校章制定[1]。
- 1979年（昭和54年）3月20日 - 「富士にはばたく」除幕[1]。
- 1980年（昭和55年）
  - 3月15日 - 校歌完成、「校歌碑」除幕[1]。
  - 4月9日 - 体育館落成式[1]。
- 1997年（平成9年）6月2日 - 20周年記念横断幕完成[1]。